# هارون بن بطاش
هارون بن بطاش (بالعبرية: הארון אל-בטש) كان حاكما في مدينة فاس المغربية في خدمة السلطان عبد الحق الثاني، وهو آخر سلاطين المرينيين. كان هارون بن بطاش من أبرز التجار اليهود وعينه السلطان عبد الحق الثاني منصب الصدر الأعظم.

## وفاة
تم إعدام هارون بن بطاش بقطع رقبته في ثورة المغرب 1465.